# Мелёхин, Алексей Дмитриевич
Алексей Дмитриевич Мелехин (14 марта 1921 — 23 июля 2010, Москва) — советский военный деятель, командующий 43-й ракетной армией РВСН, генерал-полковник (1972).

## Биография
Родился 14 марта 1921 года.
Участник Советско-финской войны. В апреле 1940 года лейтенант А. Д. Мелехин назначен заместителем командира пограничной заставы на советско-финской границе.
Участник Великой Отечественной войны с июня 1941 года. С апреля по декабрь 1944 года — командир 456-го стрелкового полка 109-й стрелковой Ленинградской Краснознаменной дивизии. В ходе Выборгской наступательной операции войск Ленинградского фронта в июне 1944 года полк майора Мелехина с боем овладел станцией Куоккала (теперь Репино).
После войны командовал стрелковым батальоном, стрелковым полком; старший офицер управления боевой подготовки ВО, на той же должности в Главном управлении кадров МО СССР; инспектор Главной инспекции ВС СССР; начальник штаба, командир механизированной дивизии; командир танковой дивизии.
В 1961 году окончил Академию Генерального штаба СССР.
С февраля 1961 года гвардии генерал-майор А. Д. Мелехин — командир 3-го отдельного гвардейского ракетного Витебского Краснознаменного корпуса (Владимир).
С апреля 1968 по 1970 годы — командующий 43-й ракетной армии (Винница).
С 1974 по 1987 годы — заместитель Главнокомандующего РВСН СССР по боевой подготовке — начальник боевой подготовки Ракетных войск.
В 1987 году вышел в отставку.
Похоронен на Троекуровском кладбище., участок 7д.

## Награды
- Два ордена Ленина.
- Орден Октябрьской революции.
- Два ордена Красного Знамени.
- Орден Трудового Красного Знамени.
- Орден Отечественной войны 1-й степени.
- Медали.